# Cストリング

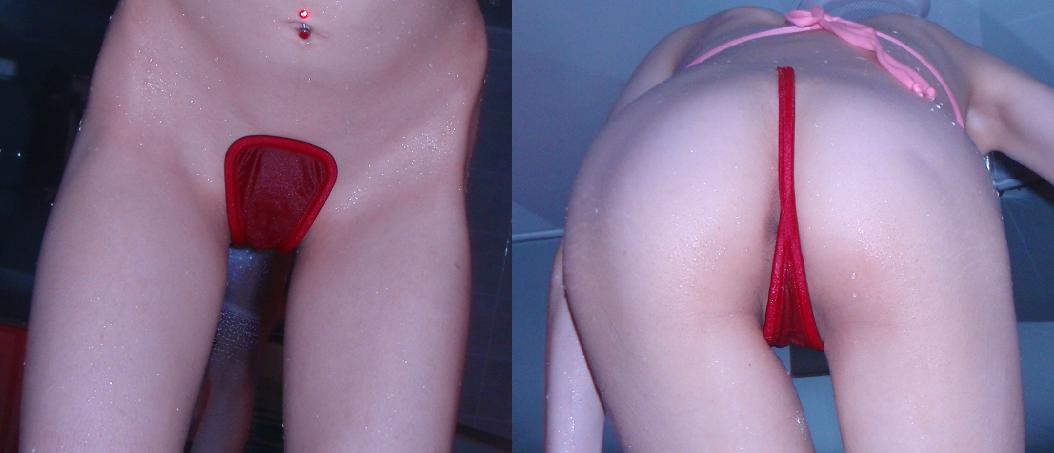
Cストリングを前後から見た姿。

Cストリング (C-String) とは下着または水着の一種で、ウエスト部分に紐も布も無いものである。
- 股間部分横から見てのC型の部分だけが残るため、通常の水着の腰ひもの部分及び鼠蹊部に日焼けの線が残らない他、非常に開放的である。
- 外周の部分に弾性のあるプラスチック等のフレーム又は針金が入っていて、C字型のクリップもしくはヘアバンドのような感じで股間を挟み、股からお尻（臀部）にかけて食い込むような形で装着される。そのためよほど激しい動きをしない限りは外れることはない。
- 面積が非常に小さくはみ出しにくいため、バニーガールのバニースーツ等、ハイレグレオタード状の衣装のインナーとして用いられることも数多くある。
- 日本ではその形状からIバックとも呼ばれることもある。

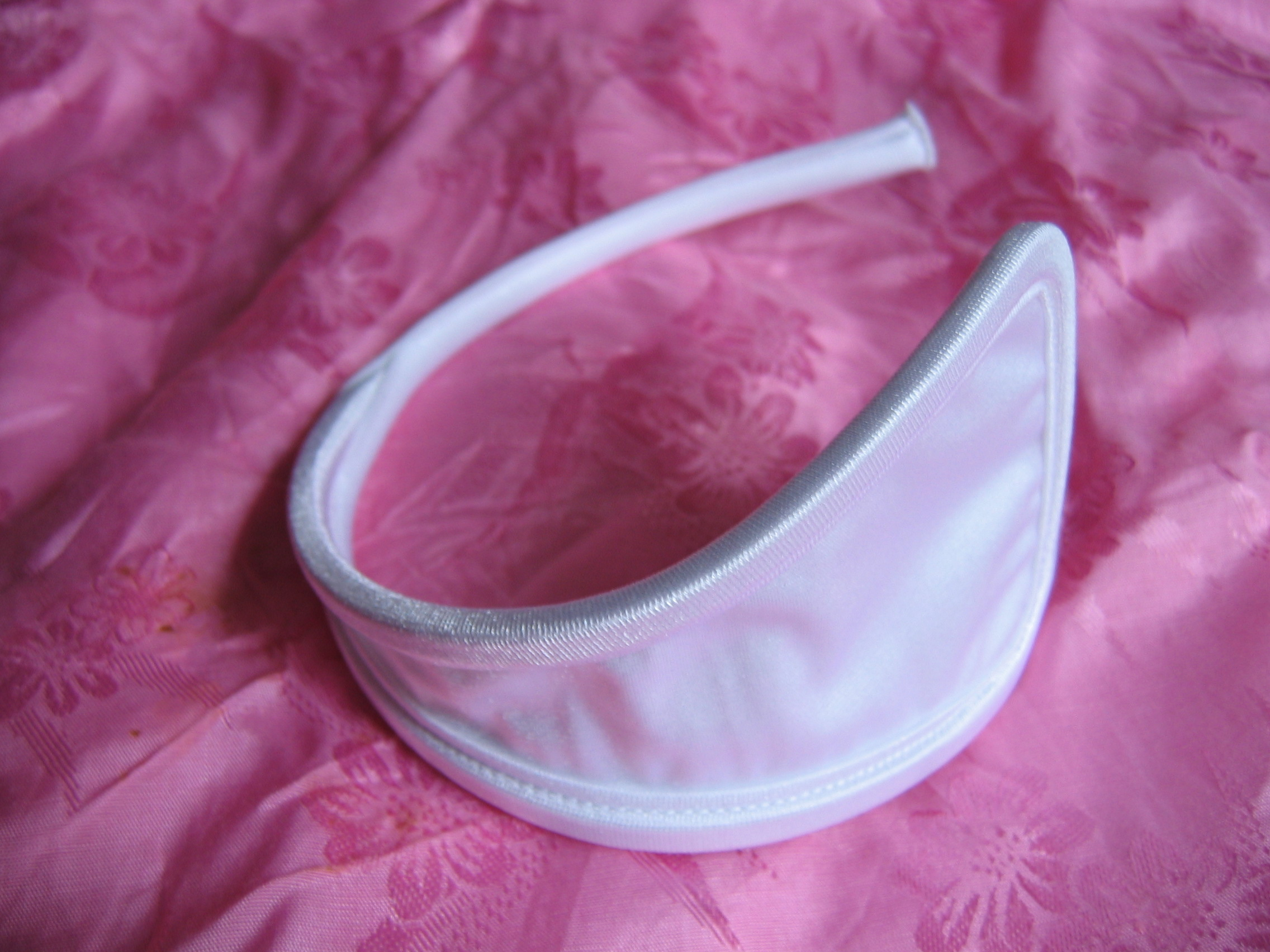

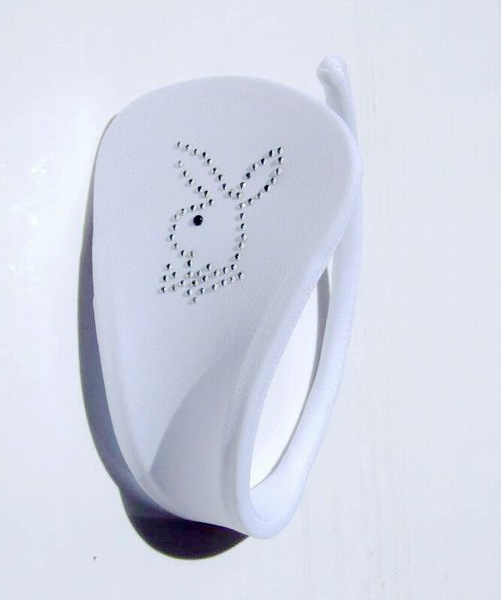
プレイボーイバニー柄のもの。
バニーガールが着用するバニースーツのようなハイレグ衣装であっても股間のみを覆うこの下着であれば鼠蹊部や腰周りからはみだすこともない。

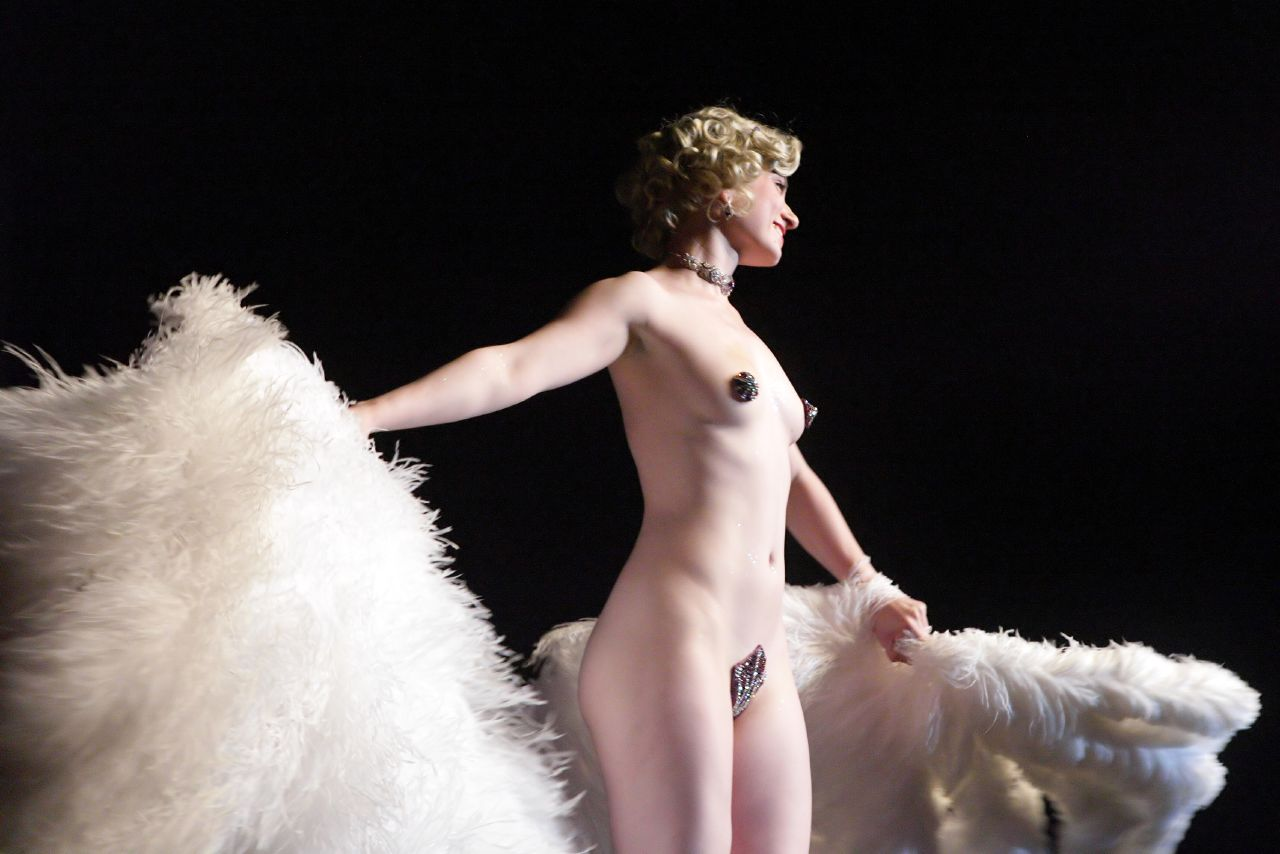
Cストリング及びニプレスを着用するムーラン・ルージュのダンサー